# روز برترام
روز برترام هي عارضة بلجيكية، ولدت في 26 أكتوبر 1994 في كورتريك في بلجيكا.

## وصلات خارجية
- روز برترام على موقع IMDb (الإنجليزية)
- روز برترام على موقع دليل عارضات الأزياء (الإنجليزية)